# Storia della lingua romena

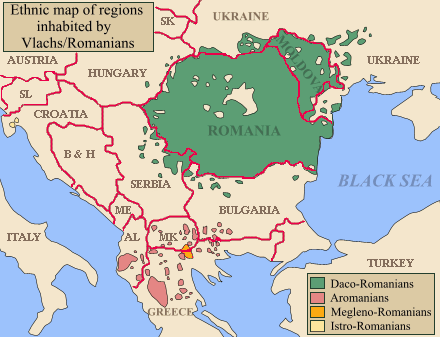
Mappa dei Balcani in cui sono evidenziate le regioni in cui sono parlate vari idiomi di radice rumena

La storia della lingua romena si occupa dello studio dell'evoluzione diacronica dell'idioma neolatino chiamato rumeno o romeno o dacorumeno (rom. română, dacoromână).
Il rumeno – al pari di altre lingue come l'italiano, il francese, lo spagnolo, il portoghese, ecc. – è una lingua romanza o neolatina: rappresenta cioè il frutto dell'evoluzione del latino, nella fattispecie della lingua latina parlata in alcune aree dell'Europa sud-orientale dal momento della loro definitiva conquista da parte dell'Impero romano.
L'origine della lingua rumena viene rintracciata nel dacorumeno della regione storica della Valacchia, in Romania. Il primo testo conosciuto prodotto in tale lingua risale al XVI secolo, esattamente al 1521.

## Formazione del rumeno

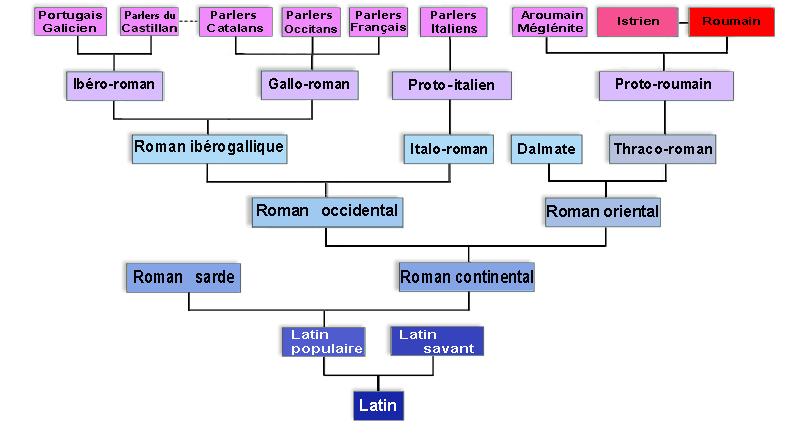
La lingua rumena (in rosso) nella famiglia delle lingue romanze.

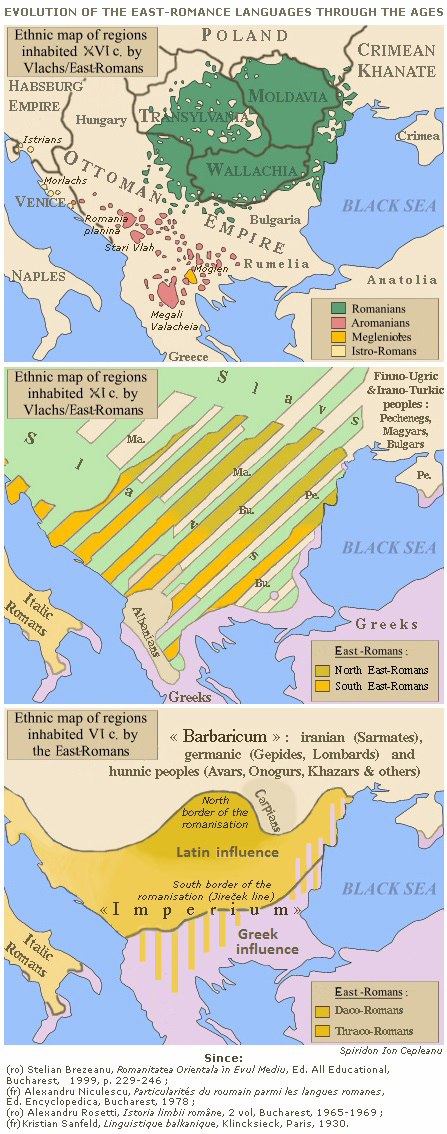
L'evoluzione delle lingue romanze orientali con le tre fasi di formazione, la dispersione e la differenziazione.

L'identificazione del territorio in cui si è formata ed evoluta la lingua rumena è un tema controverso, a causa della mancanza di adeguate fonti scritte e di diverse implicazioni di tipo politico. Tuttavia, l'esistenza stessa delle lingue romanze orientali implica necessariamente uno sviluppo nell'ambito del mondo romano del basso Danubio e dei Balcani durante la tarda antichità. La formazione del rumeno ha inizio con la comparsa dei Romani nei Balcani nel 229 a.C. e la romanizzazione di Traci, estendendosi con la conquista romana della Dacia nel 106. Per molti coloni provenienti dall'Italia e da tutte le parti dell'Impero romano, il latino volgare era l'unica lingua di comunicazione fra loro e con la gente locale, che alla fine si adeguò alla cultura latina. Questo è il motivo per cui le lingue tracio-illiriche, tra cui la lingua daca, sono scomparse (ad eccezione dell'Albania) e nel rumeno sono rintracciabili in poche centinaia di parole.
Secondo alcuni linguisti, tra cui Robert Roesler, Gustav Weigand e Alexandru Philippide, la lingua rumena si sarebbe formata a sud del Danubio, dove il dominio romano durò per sei secoli, e non a nord, dove durò soltanto un secolo e mezzo. Questa tesi sostiene che la migrazione della popolazione romanizzata nelle zone a nord del Danubio sia iniziata dal X secolo. Le tesi che ne derivano individuano la formazione di tutte le lingue romanze orientali in un territorio non molto vasto che inglobava la Serbia meridionale e la Bulgaria nord-occidentale, all'incirca corrispondente all'area dell'antica Mesia superiore e inferiore.
Secondo altri linguisti e storici come Ovidio Densusianu, Sextil Pușcariu, Theodor Capidan, Alexandru Rosetti, Emil Petrovici, George Ivanescu, Lucien Musset e Edouard Sayous, dopo il ritiro delle truppe romane assieme ad una parte della popolazione nel 275, una parte significativa della popolazione daco-romana sarebbe comunque rimasta a nord del Danubio, mentre a sud del Danubio le popolazioni Slave si stabilirono in massa dal VII secolo; ne consegue che, secondo tale ipotesi, le lingue romanze orientali si sarebbero formate nei territori della Transilvania ed Oltenia (Valacchia) a nord del Danubio, alla Serbia al sud.
Alcuni tra storici, archeologi, geografi e demografi, sempre di origine rumena, come Vasile Pârvan, Radu Florescu, Adrian Rădulescu o Constantiniu Florin, ritengono che la lingua tracio-romana ha iniziato ad essere influenzata dallo slavo comune dalla fine del VI secolo, quando gli slavi penetrarono in massa in Dacia e nei Balcani, trasformandosi così nell'idioma che viene generalmente chiamato "proto-rumeno". Coloro che parlavano questa lingua si mescolarono con gli Slavi nonché con Avari e Bulgari presenti nell'area, già dal VI-VII secolo, ed in seguito anche con Peceneghi e Kipčaki (Cumani), venendo ulteriormente dispersi dalle invasioni e conseguentemente dalla pratica della pastorizia, un'attività che comportava mobilità, requisito essenziale in una strategia di sopravvivenza. In questo modo sarebbe iniziata la differenziazione delle lingue romanze orientali.
Più tardi, ci furono numerosi prestiti linguistici, in particolare dall'ungherese presente nell'area già dall'XI secolo, come dalle lingue slave meridionali, dal turco e dal greco; altri termini molto più recenti, sono derivati dalle lingue romanze occidentali, in particolare dal francese e dall'italiano, e sono penetrati solo dal XVIII secolo.

## Primi documenti scritti

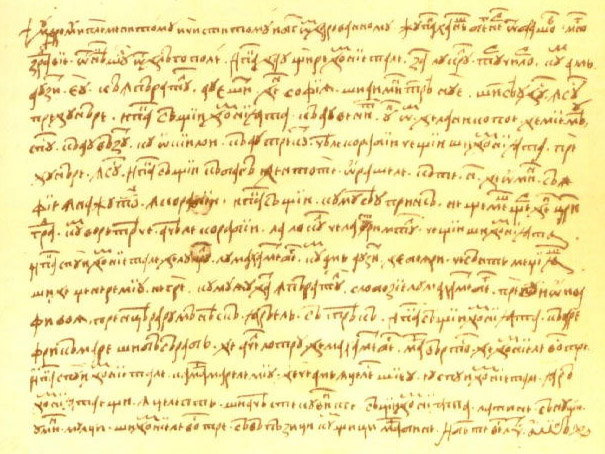
La lettera di Neacșu

La maggior parte dei ricercatori considera la prima frase scritta in proto-romeno torna, torna, fratre, contenute in Storie di Teofilatto Simocatta, un cronista bizantino, risalente tra l'810 e l'814; questa sarebbe stata pronunciata nel 587 nel corso di una campagna contro gli Avari da un soldato dell'esercito bizantino che, notando che la sella del mulo del suo compagno davanti a lui stava scivolando, gli avrebbe detto di girarsi per regolare il carico. Altri soldati hanno interpretato questa frase come un comando di tornare, dal momento che, se fosse andato in avanti, avrebbe causato la sconfitta delle truppe.
Dal IX ai primi anni del XVI secolo, i valacchi (rumeni) scrivono in lingua slava e caratteri cirillici, lingua e scrittura della Chiesa ortodossa del posto.
Il più antico documento scritto in rumeno, sopravvissuto ai giorni nostri, è una lettera, scritta nel 1521 in alfabeto cirillico, di un mercante di Câmpulung, Neacsu, indirizzata al sindaco di Brașov, Johannes Benkner. Quattro manoscritti di carattere religioso sono risalenti allo stesso secolo: il Codice di Voroneț, il Salterio di Voronet, Psautier Hurmuzachi e lo Psautier appartenuto a D. C. Sturdza-Scheianul.
Tra questa data e la prima metà del XVII secolo (quando si inserisce l'opera del cronista Grigore Ureche) vi sono 34 testi in romeno, perlopiù traduzioni religiose, di cui 2 anche con caratteri latini, mentre il resto viene scritto in cirillico. Si ritrova, in seguito, un reperto in lingua arumena (o macedoromeno) del 1731.

## Formazione della lingua letteraria

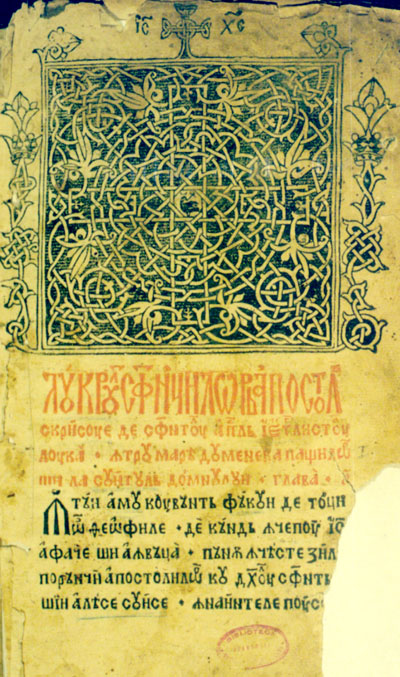
Gli Atti degli Apostoli pubblicato da Coresi nel 1563

I primi libri stampati in rumeno, di natura religiosa, furono scritti in Valacchia ed editi nel 1561 sotto l'influenza del protestantesimo in Transilvania, dal diacono Coresi di Muntenia, che lavorava a Brașov, perché la chiesa del suo paese permetteva di pubblicare libri solo in lingua slava. Questi libri sono molto importanti per lo sviluppo della lingua rumena e la sua unificazione.
Nel 1582 apparve Palia de la Orăștie (l'Antico Testamento di Orăștie), contenente i primi due libri della Bibbia; si suppone che sia stato tradotto tutto l'Antico Testamento, ma questo volume è il solo che è stato conservato. La traduzione è opera di cinque sacerdoti del Banato e della regione di Hunedoara, su base di una traduzione di Gaspar Heltai in ungherese, con il probabile utilizzo della Vulgata. Il libro è stato stampato da Serban, figlio di Coresi, con finanziamenti da parte del nobile Ferenc Geszti di Deva. Il linguaggio del libro contiene elementi di dialetti del Banato. Un altro passo importante nello sviluppo della lingua letteraria è stata la pubblicazione in rumeno della prima traduzione completa della Bibbia, a Bucarest nel 1688.
Il XVIII secolo vide la nascita delle prime norme di linguaggio. La prima grammatica del rumeno, Gramatica rumânească (1755 - 1757), scritta da Dimitrie Eustatievici de Brașov. L'era della lingua letteraria rumena pre-moderna durò dal 1780 al 1830; questa fase è caratterizzata dalla comparsa di numerose traduzioni di diversi libri e normative. Tra il 1830 e il 1880, fu l'epoca di diversificazione degli stili e dell'aumento di opere letterarie originali, grazie alla generazione di scrittori nel 1848. Questi due periodi sono stati ricchi di dibattiti su varie questioni linguistiche e grafiche; fu allora che cominciarono a penetrare nella massa prestiti linguistici provenienti dalle romanze occidentali. Ci sono due tendenze principali nella standardizzazione del linguaggio: da un lato l'orientazione latinizzante della Scuola Transilvana, dall'altra la tendenza italianizzante di Ion Heliade Rădulescu. L'età attuale della lingua rumena letteraria iniziò intorno al 1880, con Mihai Eminescu, Ion Creangă e Ion Luca Caragiale.